# Héctor Macchiavello
Héctor J. Macchiavello (ur. 21 września 1903 w Montevideo, zm.?) – piłkarz urugwajski, bramkarz.
Jako piłkarz klubu Racing Montevideo wziął udział w turnieju Copa América 1935, gdzie Urugwaj zdobył mistrzostwo Ameryki Południowej. Zagrał tylko w jednym meczu – w spotkaniu przeciwko Chile w 35 minucie, przy stanie 1:0 dla Urugwaju, zmienił podstawowego bramkarza reprezentacji, Enrique Ballesterosa. Ostatecznie Urugwaj wygrał 2:1, a Macchiavello przepuścił 1 bramkę, którą strzelił mu w 54 minucie Carlos Giudice, gracz klubu Audax Italiano.